# مارکو کنیرا
مارکو کنیرا (انگلیسی: Marco Caneira؛ زادهٔ ۹ فوریهٔ ۱۹۷۹) یک بازیکن فوتبال اهل پرتغال است.
وی همچنین در تیم ملی فوتبال پرتغال بازی کرده‌است.